# Liste der denkmalgeschützten Objekte in Zwettl an der Rodl
Die Liste der denkmalgeschützten Objekte in Zwettl an der Rodl enthält die 11 denkmalgeschützten, unbeweglichen Objekte der Gemeinde Zwettl an der Rodl in Oberösterreich (Bezirk Urfahr-Umgebung).

## Denkmäler
| Foto |                 | Denkmal                                                                          | Standort                              | Beschreibung | Metadaten |
| ---- | --------------- | -------------------------------------------------------------------------------- | ------------------------------------- | --- | --- |
| ja   | Datei hochladen | Kath. Pfarrkirche Mariae Himmelfahrt HERIS-ID: 52728 Objekt-ID: 60298            | Marktplatz Standort KG: Zwettl        | Das 2-schiffige und 4-jochige Langhaus hat ein Kreuzrippengewölbe (spätgotisch). Der Turm steht an der Nordseite des 1-jochigen Chores und wurde 1706 erhöht.                                          | BDA-Hist.: Q38053794 Status: § 2a Stand der BDA-Liste: 2025-06-30 Name: Kath. Pfarrkirche Mariae Himmelfahrt GstNr.: .2 Pfarrkirche Mariä Himmelfahrt, Zwettl an der Rodl |
| ja   | Datei hochladen | Bauernhof (Anlage), Pfarrhof HERIS-ID: 18372 Objekt-ID: 14666                    | Marktplatz 1 Standort KG: Zwettl      | Der großteils barocke Pfarrhof steht nordwestlich der Kirche und stammt aus dem 18. Jahrhundert. Der 2-geschoßige, mächtige Vierseithof hat im Inneren Stichkappentonne, Tonnen- und Kreuzgratgewölbe. | BDA-Hist.: Q37844485 Status: § 2a Stand der BDA-Liste: 2025-06-30 Name: Bauernhof (Anlage), Pfarrhof GstNr.: .1                                                           |
| ja   | Datei hochladen | Bürgerhaus, Ratsherrenhaus HERIS-ID: 18375 Objekt-ID: 14669                      | Marktplatz 5, 6 Standort KG: Zwettl   | Im Inneren zwei Rüstbäume mit den Jahreszahlen 1666 und 1671 und geschnitzten Riemlingdecken. Erbaut Ende des 17. Jahrhunderts.                                                                        | BDA-Hist.: Q37844497 Status: Bescheid Stand der BDA-Liste: 2025-06-30 Name: Bürgerhaus, Ratsherrenhaus GstNr.: .12/1                                                      |
| ja   | Datei hochladen | Ackerbürgerhaus HERIS-ID: 18378 Objekt-ID: 14672                                 | Marktplatz 9 Standort KG: Zwettl      | Das Haus hat eine barockisierende Fassade von 1984, der Kern stammt aus dem 19. Jahrhundert. | BDA-Hist.: Q37844512 Status: Bescheid Stand der BDA-Liste: 2025-06-30 Name: Ackerbürgerhaus GstNr.: 6/5                                                                   |
| ja   | Datei hochladen | Bürgerhaus, Färberhaus HERIS-ID: 18379 Objekt-ID: 14673                          | Marktplatz 10 Standort KG: Zwettl     | Urkundlich 1544 erwähnt und war um 1620 ein Ledererhaus und ab 1789 bis in die 1870er Jahre eine Färberei. Das mächtige Haus sticht aus der Bauflucht hervor und hat 3 aufwändig gestaltete Fassaden   | BDA-Hist.: Q37844527 Status: Bescheid Stand der BDA-Liste: 2025-06-30 Name: Bürgerhaus, Färberhaus GstNr.: .16                                                            |
| ja   | Datei hochladen | Figurenbildstock hl. Johannes Nepomuk HERIS-ID: 18658 Objekt-ID: 14952           | bei Marktplatz 10 Standort KG: Zwettl | Der Bildstock trägt die Jahreszahl 1724 auf dem volutenverzierten Sockel. | BDA-Hist.: Q37845435 Status: § 2a Stand der BDA-Liste: 2025-06-30 Name: Figurenbildstock hl. Johannes Nepomuk GstNr.: 1620/2                                              |
| ja   | Datei hochladen | Ackerbürgerhaus HERIS-ID: 18381 Objekt-ID: 14675                                 | Marktplatz 11 Standort KG: Zwettl     | Ein langgestrecktes Haus aus dem 18. Jahrhundert (Barock) mit Riemlingdecken und Rüstbäumen im Inneren.                                                                                                | BDA-Hist.: Q37844555 Status: Bescheid Stand der BDA-Liste: 2025-06-30 Name: Ackerbürgerhaus GstNr.: .79                                                                   |
| ja   | Datei hochladen | Bauernhof (Anlage) HERIS-ID: 18380 Objekt-ID: 14674                              | Marktplatz 12 Standort KG: Zwettl     | Eckhaus mit Walmdach aus dem 17. Jahrhundert (Barock) mit Tonnengewölbe und Rüstbäumen im Inneren. | BDA-Hist.: Q37844541 Status: Bescheid Stand der BDA-Liste: 2025-06-30 Name: Bauernhof (Anlage) GstNr.: .78                                                                |
| ja   | Datei hochladen | Ackerbürgerhaus, ehem. Gasthaus Schwarzes Rössl HERIS-ID: 18383 Objekt-ID: 14677 | Marktplatz 13 Standort KG: Zwettl     | Ein Haus aus dem Ende des 16. Jahrhunderts mit einer Biedermeierfassade und seitlichem Spionfenster.                                                                                                   | BDA-Hist.: Q37844584 Status: Bescheid Stand der BDA-Liste: 2025-06-30 Name: Ackerbürgerhaus, ehem. Gasthaus Schwarzes Rössl GstNr.: .77                                   |
| ja   | Datei hochladen | Ackerbürgerhaus HERIS-ID: 18385 Objekt-ID: 14679                                 | Marktplatz 15 Standort KG: Zwettl     | Ein barockes Haus aus dem 17. Jahrhundert und einer Stichkappentonne im Inneren | BDA-Hist.: Q37844599 Status: Bescheid Stand der BDA-Liste: 2025-06-30 Name: Ackerbürgerhaus GstNr.: .75                                                                   |
| ja   | Datei hochladen | Ehem. Bäckerhaus bzw. Oberneder-Wirtshaus HERIS-ID: 18382 Objekt-ID: 14676       | Marktplatz 16 Standort KG: Zwettl     | Ein schmales Haus mit Schopfwalmdach aus dem 18. Jahrhundert. Im Inneren Riemlingdecken mit Rüstbäumen aus den Jahren 1756 und 1783.                                                                   | BDA-Hist.: Q37844569 Status: Bescheid Stand der BDA-Liste: 2025-06-30 Name: Ehem. Bäckerhaus bzw. Oberneder-Wirtshaus GstNr.: .74                                         |